# Rouy-le-Petit
Rouy-le-Petit é uma comuna francesa na região administrativa de Altos da França, no departamento de Somme. Estende-se por uma área de 3,27 km². Em 2010 a comuna tinha 115 habitantes (densidade: 35,2 hab./km²).